# Mistrzostwa Świata w Piłce Ręcznej Kobiet 2025 (eliminacje)
Kwalifikacje do Mistrzostw Świata w Piłce Ręcznej Kobiet 2025 – rozgrywki mające na celu wyłonienie trzydziestu dwóch żeńskich reprezentacji narodowych w piłce ręcznej, które wystąpią w finałach tego turnieju.

## Informacje ogólne
Turniej finałowy organizowanych przez IHF mistrzostw świata odbędzie się w Niemczech i Holandii w grudniu 2025 roku i wezmą w nim udział trzydzieści dwie drużyny. Automatycznie do mistrzostw zakwalifikowały się reprezentacje dwóch gospodarzy oraz Francuzki jako mistrzynie świata z 2023. O pozostałe dwadzieścia dziewięć miejsc odbywały się kontynentalne kwalifikacje. Wolne miejsca zostały podzielone według następującego klucza geograficznego: po cztery obowiązkowe miejsca przydzielono czterem kontynentom – Europie, Azji, Afryce i Ameryce (trzy Południowej i jedno Północnej), zaś jedno – wcześniej przypadające Oceanii – mogła otrzymać drużyna z Oceanii zajmując przynajmniej piątą lokatę w mistrzostwach Azji, w przeciwnym przypadku było ono przyznawane jako dzika karta. Kolejne dwanaście przypadło kontynentom, z których pochodziły zespoły z czołowej dwunastki poprzednich mistrzostw, a także IHF zastrzegła sobie przyznawanie dzikiej karty.

## Eliminacje
| Strefa                | Związek  | Miejsca | Turniej                              | World Map IHF |
| Europa                | EHF      | 3       | Mistrzostwa Europy 2024              | World Map IHF |
| Europa                | EHF      | 11      | Europejski turniej eliminacyjny      | World Map IHF |
| Afryka                | CAHB     | 4 + 0   | Mistrzostwa Afryki 2024              | World Map IHF |
| Ameryka Południowa    | COSCABAL | 3 + 1   | Mistrzostwa Ameryki Południowej 2024 | World Map IHF |
| Ameryka Północna      | NACHC    | 1 + 0   | Mistrzostwa Ameryki Północnej 2025   | World Map IHF |
| Azja                  | AHF      | 4 + 0   | Mistrzostwa Azji 2024                | World Map IHF |
| Oceania/„dzika karta” |          | 0-1     | Mistrzostwa Azji 2024                | World Map IHF |
| „dzika karta”         | IHF      | 1-2     |                                      | World Map IHF |

## Zakwalifikowane zespoły
| Kraj             | Strefa kwalifikacyjna                                          | Mistrzostwa 2023 |
| ---------------- | -------------------------------------------------------------- | ---------------- |
| Niemcy           | Gospodarz                                                      | 6. miejsce       |
| Holandia         | Gospodarz                                                      | 5. miejsce       |
| Francja          | Mistrzostwa Świata 2023                                        | 1. miejsce       |
| Brazylia         | Mistrzostwa Ameryki Południowej i Centralnej 2024 – 1. miejsce | 9. miejsce       |
| Argentyna        | Mistrzostwa Ameryki Południowej i Centralnej 2024 – 2. miejsce | 20. miejsce      |
| Urugwaj          | Mistrzostwa Ameryki Południowej i Centralnej 2024 – 3. miejsce | –                |
| Angola           | Mistrzostwa Afryki 2024 – 1. miejsce                           | 15. miejsce      |
| Senegal          | Mistrzostwa Afryki 2024 – 2. miejsce                           | 18. miejsce      |
| Tunezja          | Mistrzostwa Afryki 2024 – 3. miejsce                           | –                |
| Egipt            | Mistrzostwa Afryki 2024 – 4. miejsce                           | –                |
| Iran             | Mistrzostwa Azji 2024 – 1. miejsce                             | 31. miejsce      |
| Japonia          | Mistrzostwa Azji 2024 – 2. miejsce                             | 17. miejsce      |
| Kazachstan       | Mistrzostwa Azji 2024 – 3. miejsce                             | 30. miejsce      |
| Korea Południowa | Mistrzostwa Azji 2024 – 4. miejsce                             | 22. miejsce      |
| Norwegia         | Mistrzostwa Europy 2024 – 1. miejsce                           | 2. miejsce       |
| Dania            | Mistrzostwa Europy 2024 – 2. miejsce                           | 3. miejsce       |
| Węgry            | Mistrzostwa Europy 2024 – 3. miejsce                           | 10. miejsce      |
| Chiny            | „dzika karta” IHF                                              | 28. miejsce      |
| Kuba             | Mistrzostwa Ameryki Północnej i Karaibów 2025                  | –                |
| Szwajcaria       | Europa – Play-off                                              | –                |
| Rumunia          | Europa – Play-off                                              | 12. miejsce      |
| Polska           | Europa – Play-off                                              | 16. miejsce      |
| Szwecja          | Europa – Play-off                                              | 4. miejsce       |
| Serbia           | Europa – Play-off                                              | 21. miejsce      |
| Czarnogóra       | Europa – Play-off                                              | 7. miejsce       |
| Wyspy Owcze      | Europa – Play-off                                              | –                |
| Czechy           | Europa – Play-off                                              | 8. miejsce       |
| Hiszpania        | Europa – Play-off                                              | 13. miejsce      |
| Austria          | Europa – Play-off                                              | 19. miejsce      |
| Islandia         | Europa – Play-off                                              | 25. miejsce      |
| Paragwaj         | regionalny turniej ostatniej szansy                            | 29. miejsce      |
| Chorwacja        | „dzika karta” IHF                                              | 14. miejsce      |

## Europa
Europejskie eliminacje były rozgrywane w dwóch fazach. Chęć udziału w eliminacjach w wyznaczonym terminie 19 lipca 2024 roku wyraziło trzydzieści sześć federacji – spośród których awans na MŚ uzyskali dwaj gospodarze, obrońcy tytułu i trzy najlepsze drużyny ME 2024. Z pozostałej trzydziestki dwanaście nie biorących udziału w ME 2024 rywalizowało w pierwszej fazie o cztery miejsca gwarantujące awans do rozgrywanej w formie dwumeczów drugiej fazy eliminacji.

### Europejski turniej eliminacyjny – faza wstępna
W przeciwieństwie do poprzedniego schematu eliminacji, powrócono do rozgrywania fazy wstępnej w postaci rozgrywek grupowych. Losowanie grup zostało zaplanowane na 30 lipca 2024 roku w siedzibie EHF w Wiedniu, a przed nim dwanaście drużyn – nie biorących udziału w ME 2024 – podzielonych zostało na trzy koszyki.
| Koszyk 1  |
| --------- |
| Włochy    |
| Grecja    |
| Kosowo    |
| Finlandia |

| Koszyk 2             |
| -------------------- |
| Izrael               |
| Luksemburg           |
| Litwa                |
| Bośnia i Hercegowina |

| Koszyk 3        |
| --------------- |
| Bułgaria        |
| Wielka Brytania |
| Belgia          |
| Estonia         |

W wyniku transmitowanego w Internecie losowania wyłoniono cztery trzyzespołowe grupy, jednocześnie przyznano też prawa do organizacji turniejów, które przypadły zespołom z koszyka 3. Zaplanowane zostały one do rozegrania w dniach 25–27 października 2024 roku.
| Grupa 1         | Grupa 2              | Grupa 3   | Grupa 4    |
| --------------- | -------------------- | --------- | ---------- |
| Grecja          | Kosowo               | Finlandia | Włochy     |
| Litwa           | Bośnia i Hercegowina | Izrael    | Luksemburg |
| Wielka Brytania | Belgia               | Estonia   | Bułgaria   |

#### Grupa A
| 25 października 202418:00 | Litwa | 37:23(18:10) | Wielka Brytania | Szawle Arena, Szawle Widzów: 250 Sędzia: Härgin, Makejev |
| 25 października 202418:00 |       | 37:23(18:10) |                 | Szawle Arena, Szawle Widzów: 250 Sędzia: Härgin, Makejev |

| 26 października 202415:00 | Wielka Brytania | 17:20(9:12) | Grecja | Szawle Arena, Szawle Widzów: 200 Sędzia: Härgin, Makejev |
| 26 października 202415:00 |                 | 17:20(9:12) |        | Szawle Arena, Szawle Widzów: 200 Sędzia: Härgin, Makejev |

| 27 października 202415:00 | Grecja | 24:25(11:11) | Litwa | Szawle Arena, Szawle Widzów: 580 Sędzia: Härgin, Makejev |
| 27 października 202415:00 |        | 24:25(11:11) |       | Szawle Arena, Szawle Widzów: 580 Sędzia: Härgin, Makejev |

#### Grupa B
| 25 października 202420:00 | Belgia | 28:32(12:19) | Kosowo | Sporthal Alverberg, Hasselt Widzów: 968 Sędzia: Bočáková, Jánošíková |
| 25 października 202420:00 |        | 28:32(12:19) |        | Sporthal Alverberg, Hasselt Widzów: 968 Sędzia: Bočáková, Jánošíková |

| 26 października 202418:00 | Kosowo | 32:26(18:12) | Bośnia i Hercegowina | Sporthal Alverberg, Hasselt Widzów: 83 Sędzia: Bočáková, Jánošíková |
| 26 października 202418:00 |        | 32:26(18:12) |                      | Sporthal Alverberg, Hasselt Widzów: 83 Sędzia: Bočáková, Jánošíková |

| 27 października 202416:00 | Bośnia i Hercegowina | 27:28(13:16) | Belgia | Sporthal Alverberg, Hasselt Widzów: 1 115 Sędzia: Bočáková, Jánošíková |
| 27 października 202416:00 |                      | 27:28(13:16) |        | Sporthal Alverberg, Hasselt Widzów: 1 115 Sędzia: Bočáková, Jánošíková |

#### Grupa C
| 24 października 202417:00 | Estonia | 24:24(12:12) | Finlandia | Karis Idrottshall, Karis Widzów: 350 Sędzia: Radčenko, Pērsis |
| 24 października 202417:00 |         | 24:24(12:12) |           | Karis Idrottshall, Karis Widzów: 350 Sędzia: Radčenko, Pērsis |

| 25 października 202417:00 | Izrael | 29:22(18:10) | Estonia | Karis Idrottshall, Karis Widzów: 90 Sędzia: Radčenko, Pērsis |
| 25 października 202417:00 |        | 29:22(18:10) |         | Karis Idrottshall, Karis Widzów: 90 Sędzia: Radčenko, Pērsis |

| 26 października 202415:00 | Finlandia | 18:26(7:11) | Izrael | Karis Idrottshall, Karis Widzów: 360 Sędzia: Radčenko, Pērsis |
| 26 października 202415:00 |           | 18:26(7:11) |        | Karis Idrottshall, Karis Widzów: 360 Sędzia: Radčenko, Pērsis |

#### Grupa D
| 25 października 202418:00 | Bułgaria | 21:29(10:12) | Włochy | Palazzetto dello Sport Santa Filomena, Chieti Widzów: 550 Sędzia: Jakovljević Kovačević |
| 25 października 202418:00 |          | 21:29(10:12) |        | Palazzetto dello Sport Santa Filomena, Chieti Widzów: 550 Sędzia: Jakovljević Kovačević |

| 26 października 202418:00 | Luksemburg | 21:33(10:16) | Bułgaria | Palazzetto dello Sport Santa Filomena, Chieti Widzów: 110 Sędzia: Jakovljević Kovačević |
| 26 października 202418:00 |            | 21:33(10:16) |          | Palazzetto dello Sport Santa Filomena, Chieti Widzów: 110 Sędzia: Jakovljević Kovačević |

| 27 października 202418:30 | Włochy | 39:20(21:11) | Luksemburg | Palazzetto dello Sport Santa Filomena, Chieti Sędzia: Jakovljević Kovačević |
| 27 października 202418:30 |        | 39:20(21:11) |            | Palazzetto dello Sport Santa Filomena, Chieti Sędzia: Jakovljević Kovačević |

Awans do drugiej fazy uzyskały niepokonane w swoich grupach Litwa, Kosowo, Izrael i Włochy.

### Mistrzostwa Europy w Piłce Ręcznej Kobiet 2024
Kwalifikację na mistrzostwa świata uzyskają trzy najlepsze, prócz mających już zapewniony awans trzech zespołów, drużyny Mistrzostw Europy 2024, które odbyły się w dniach od 28 listopada do 15 grudnia 2024 roku na Węgrzech, w Austrii i Szwajcarii. W powtórce finału z poprzedniej edycji zmierzyły się Norweżki z Dunkami, jednak tym razem pojedynek okazał się jednostronny na korzyść obrończyń tytułu. Reprezentantki Norwegii zdobyły tym samym trzecie mistrzostwo Europy z rzędu, a dziesiąte ogółem. Z kolei drugi raz z rzędu Francuzki przegrały zacięty mecz o brąz, zatem to Węgierki powróciły na podium kontynentalnego czempionatu po dwunastu latach przerwy, a medalistki zawodów uzyskały awans na MŚ 2025.

### Europejski turniej eliminacyjny – faza play-off
W tej fazie rozgrywek wezmą udział dwadzieścia dwie reprezentacje narodowe – osiemnaście drużyn uczestniczących w mistrzostwach kontynentu, które dotychczas nie uzyskały awansu, oraz cztery zespoły z pierwszej fazy eliminacji. Losowanie par zostało zaplanowane na 14 grudnia 2024 roku, zaś dwumecze na pierwszą połowę kwietnia 2025 roku, a przed nim zespoły zostały podzielone na dwa koszyki według wyników osiągniętych w ME 2024.
| Koszyk 1    |
| ----------- |
| Szwecja     |
| Czarnogóra  |
| Polska      |
| Słowenia    |
| Rumunia     |
| Szwajcaria  |
| Hiszpania   |
| Austria     |
| Czechy      |
| Islandia    |
| Wyspy Owcze |

| Koszyk 2           |
| ------------------ |
| Macedonia Północna |
| Chorwacja          |
| Turcja             |
| Serbia             |
| Portugalia         |
| Ukraina            |
| Słowacja           |
| Izrael             |
| Włochy             |
| Kosowo             |
| Litwa              |

W wyniku transmitowanego w Internecie losowania wyłoniono jedenaście par. Spośród zespołów z pierwszego koszyka jedynie Słowenia nie uzyskała awansu na mistrzostwa świata, debiutantami na imprezie tej rangi będą natomiast Wyspy Owcze i Szwajcaria.
| Drużyna 1                            | Wynik dwumeczu | Drużyna 2          | Pierwszy mecz | Drugi mecz |
| ------------------------------------ | -------------- | ------------------ | ------------- | ---------- |
| Szwajcaria                           | 68:46          | Słowacja           | 38:22         | 30:24      |
| Włochy                               | 38:61          | Rumunia            | 21:30         | 17:31      |
| Polska                               | 45:39          | Macedonia Północna | 22:18         | 23:21      |
| Szwecja                              | 94:40          | Kosowo             | 51:16         | 43:24      |
| Słowenia                             | 60:62          | Serbia             | 29:29         | 31:33      |
| Portugalia                           | 45:61          | Czarnogóra         | 19:31         | 26:30      |
| Wyspy Owcze                          | 65:56          | Litwa              | 36:26         | 29:30      |
| Czechy                               | 61:46          | Ukraina            | 35:19         | 26:27      |
| Chorwacja                            | 44:49          | Hiszpania          | 27:26         | 17:23      |
| Austria                              | 66:54          | Turcja             | 36:29         | 30:25      |
| Islandia                             | 70:48          | Izrael             | 39:27         | 31:21      |
| Po lewej gospodarz pierwszego meczu. |                |                    |               |            |

| 9 kwietnia 202518:00 | Włochy | 21:30(8:17) | Rumunia | Palazzetto dello Sport Santa Filomena, Chieti Widzów: 800 Sędzia: Watson, Welin |
| 9 kwietnia 202518:00 |        | 21:30(8:17) |         | Palazzetto dello Sport Santa Filomena, Chieti Widzów: 800 Sędzia: Watson, Welin |

| 9 kwietnia 202518:00 | Słowenia | 29:29(14:13) | Serbia | Dvorana Golovec, Celje Widzów: 1 500 Sędzia: Lovin, Stancu |
| 9 kwietnia 202518:00 |          | 29:29(14:13) |        | Dvorana Golovec, Celje Widzów: 1 500 Sędzia: Lovin, Stancu |

| 9 kwietnia 202518:30 | Szwajcaria | 38:22(16:15) | Słowacja | Sporthalle Kreuzbleiche, St. Gallen Widzów: 1 558 Sędzia: Picard, Vauchez |
| 9 kwietnia 202518:30 |            | 38:22(16:15) |          | Sporthalle Kreuzbleiche, St. Gallen Widzów: 1 558 Sędzia: Picard, Vauchez |

| 9 kwietnia 202520:00 | Portugalia | 19:31(11:14) | Czarnogóra | Pavilhão Multiusos, Fafe Widzów: 1 100 Sędzia: Cournil, Lamour |
| 9 kwietnia 202520:00 |            | 19:31(11:14) |            | Pavilhão Multiusos, Fafe Widzów: 1 100 Sędzia: Cournil, Lamour |

| 9 kwietnia 202520:00 | Wyspy Owcze | 36:26(15:11) | Litwa | Við Tjarniri, Thorshavn Widzów: 2 748 Sędzia: Uhlíř, Beňuš |
| 9 kwietnia 202520:00 |             | 36:26(15:11) |       | Við Tjarniri, Thorshavn Widzów: 2 748 Sędzia: Uhlíř, Beňuš |

| 9 kwietnia 202520:30 | Polska | 22:18(14:8) | Macedonia Północna | Hala Widowiskowo-Sportowa, Koszalin Widzów: 2 500 Sędzia: Murariu, Paraschiv |
| 9 kwietnia 202520:30 |        | 22:18(14:8) |                    | Hala Widowiskowo-Sportowa, Koszalin Widzów: 2 500 Sędzia: Murariu, Paraschiv |

| 9 kwietnia 202521:30 | Islandia | 39:27(20:10) | Izrael | Íþróttamiðstöð Haukar, Hafnarfjörður Sędzia: Radčenko, Pērsis |
| 9 kwietnia 202521:30 |          | 39:27(20:10) |        | Íþróttamiðstöð Haukar, Hafnarfjörður Sędzia: Radčenko, Pērsis |

| 10 kwietnia 202517:15 | Czechy | 35:19(17:12) | Ukraina | Rocknet aréna, Chomutov Widzów: 1 507 Sędzia: Pagh, Thygesen |
| 10 kwietnia 202517:15 |        | 35:19(17:12) |         | Rocknet aréna, Chomutov Widzów: 1 507 Sędzia: Pagh, Thygesen |

| 10 kwietnia 202517:30 | Chorwacja | 27:26(17:12) | Hiszpania | Školsko sportska dvorana "Josip Samaržija-Bepo", Koprivnica Widzów: 2 000 Sędzia: Gasmi, Gasmi |
| 10 kwietnia 202517:30 |           | 27:26(17:12) |           | Školsko sportska dvorana "Josip Samaržija-Bepo", Koprivnica Widzów: 2 000 Sędzia: Gasmi, Gasmi |

| 10 kwietnia 202518:00 | Austria | 36:29(13:13) | Turcja | Multiversum Schwechat, Schwechat Widzów: 1 253 Sędzia: Backović, Palačković |
| 10 kwietnia 202518:00 |         | 36:29(13:13) |        | Multiversum Schwechat, Schwechat Widzów: 1 253 Sędzia: Backović, Palačković |

| 10 kwietnia 202519:00 | Szwecja | 51:16(28:8) | Kosowo | Brinova Arena Karlskrona, Karlskrona Widzów: 2 440 Sędzia: Harðarson, Magnússon |
| 10 kwietnia 202519:00 |         | 51:16(28:8) |        | Brinova Arena Karlskrona, Karlskrona Widzów: 2 440 Sędzia: Harðarson, Magnússon |

| 10 kwietnia 202521:30 | Izrael | 21:31(11:16) | Islandia | Íþróttamiðstöð Haukar, Hafnarfjörður Sędzia: Radčenko, Pērsis |
| 10 kwietnia 202521:30 |        | 21:31(11:16) |          | Íþróttamiðstöð Haukar, Hafnarfjörður Sędzia: Radčenko, Pērsis |

| 12 kwietnia 202518:00 | Czarnogóra | 30:26(16:13) | Portugalia | Bemax Arena, Podgorica Widzów: 2 245 Sędzia: Brodić, Hodžić |
| 12 kwietnia 202518:00 |            | 30:26(16:13) |            | Bemax Arena, Podgorica Widzów: 2 245 Sędzia: Brodić, Hodžić |

| 12 kwietnia 202519:00 | Macedonia Północna | 21:23(10:10) | Polska | Sportska sala „Boro Čurlevski”, Bitola Widzów: 3 000 Sędzia: Hatipoğlu, Şimşek |
| 12 kwietnia 202519:00 |                    | 21:23(10:10) |        | Sportska sala „Boro Čurlevski”, Bitola Widzów: 3 000 Sędzia: Hatipoğlu, Şimşek |

| 13 kwietnia 202512:00 | Hiszpania | 23:17(9:7) | Chorwacja | Polideportivo Ciudad de Algeciras, Algeciras Widzów: 1 900 Sędzia: Cipov, Klus |
| 13 kwietnia 202512:00 |           | 23:17(9:7) |           | Polideportivo Ciudad de Algeciras, Algeciras Widzów: 1 900 Sędzia: Cipov, Klus |

| 13 kwietnia 202515:00 | Litwa | 30:29(14:11) | Wyspy Owcze | Jonavos sporto arena, Janów Widzów: 800 Sędzia: Kinnari, Skogberg |
| 13 kwietnia 202515:00 |       | 30:29(14:11) |             | Jonavos sporto arena, Janów Widzów: 800 Sędzia: Kinnari, Skogberg |

| 13 kwietnia 202516:00 | Słowacja | 24:30(12:14) | Szwajcaria | Mestská športová hala, Šaľa Widzów: 1 830 Sędzia: Pukšić, Satler |
| 13 kwietnia 202516:00 |          | 24:30(12:14) |            | Mestská športová hala, Šaľa Widzów: 1 830 Sędzia: Pukšić, Satler |

| 13 kwietnia 202517:15 | Kosowo | 24:43(9:24) | Szwecja | Pałac Młodzieży i Sportu, Prisztina Widzów: 550 Sędzia: Pavićević, Martinović |
| 13 kwietnia 202517:15 |        | 24:43(9:24) |         | Pałac Młodzieży i Sportu, Prisztina Widzów: 550 Sędzia: Pavićević, Martinović |

| 13 kwietnia 202518:00 | Rumunia | 31:17(14:11) | Włochy | TeraPlast Arena, Bystrzyca Widzów: 2 700 Sędzia: Kaluđerović, Vujačić |
| 13 kwietnia 202518:00 |         | 31:17(14:11) |        | TeraPlast Arena, Bystrzyca Widzów: 2 700 Sędzia: Kaluđerović, Vujačić |

| 13 kwietnia 202518:00 | Serbia | 33:31(16:16) | Słowenia | USC „Bobana Momčilović Veličković”, Bor Widzów: 3 000 Sędzia: Weijmans, Wolbertus |
| 13 kwietnia 202518:00 |        | 33:31(16:16) |          | USC „Bobana Momčilović Veličković”, Bor Widzów: 3 000 Sędzia: Weijmans, Wolbertus |

| 13 kwietnia 202518:00 | Ukraina | 27:26(11:15) | Czechy | Jonavos sporto arena, Janów Widzów: 200 Sędzia: Lidacka, Lesiak |
| 13 kwietnia 202518:00 |         | 27:26(11:15) |        | Jonavos sporto arena, Janów Widzów: 200 Sędzia: Lidacka, Lesiak |

| 13 kwietnia 202518:00 | Turcja | 25:30(11:14) | Austria | Amasya Spor Salonu, Amasya Widzów: 3 000 Sędzia: Vujačić, Kažanegra |
| 13 kwietnia 202518:00 |        | 25:30(11:14) |         | Amasya Spor Salonu, Amasya Widzów: 3 000 Sędzia: Vujačić, Kažanegra |

## Afryka
Turniejem kwalifikacyjnym w Afryce były mistrzostwa tego kontynentu, zaplanowane na przełom listopada i grudnia 2024 roku w Demokratycznej Republice Konga, a ich stawką były cztery miejsca w światowym czempionacie. Dwanaście uczestniczących drużyn rywalizowało w pierwszej fazie systemem kołowym podzielone na dwie sześciozespołowe grupy, po czym czołowa czwórka z każdej z grup awansowała do ćwierćfinałów. Do półfinałów – zapewniając sobie kwalifikację na MŚ 2025 – awansowały Angola, Egipt, Senegal i Tunezja, w finale Angolanki łatwo pokonały reprezentantki Senegalu zdobywając tym samym piąty tytuł z rzędu, brąz przypadł zaś Tunezyjkom.

## Ameryka Południowa i Centralna

### 1. runda
Turniej kwalifikacyjny dla Ameryki Południowej i Środkowej został zorganizowany w dniach 26–30 listopada 2024 roku w Brazylii. Sześć uczestniczących zespołów rywalizowało systemem kołowym w ramach jednej grupy, a prócz medali tej imprezy jej stawką był także awans na MŚ 2025 dla trzech najlepszych drużyn. Z kompletem zwycięstw triumfowała reprezentacja Brazylii, pozostałe miejsca na podium zajęły Argentyna i Urugwaj, wszyscy medaliści zyskali tym samym awans do światowego czempionatu.

### 2. runda
Zespoły, które nie uzyskały awansu z powyższej imprezy, wraz z innymi drużynami z regionu, uzyskały prawo do rywalizacji o pozostałe dla tej federacji miejsce w rozegranym w dniach 24–26 kwietnia 2025 roku w Kolumbii turnieju. Odbył się on w trzyzespołowej obsadzie, a z kompletem zwycięstw triumfowała w nim reprezentacja Paragwaju.
| 24 kwietnia 202518:00 | Kolumbia | 41:20(21:10) | Peru | Ciudadela Deportiva "Ramiro Echeverri Sánchez", Palmira |
| 24 kwietnia 202518:00 |          | 41:20(21:10) |      | Ciudadela Deportiva "Ramiro Echeverri Sánchez", Palmira |

| 25 kwietnia 202518:00 | Peru | 14:49(5:26) | Paragwaj | Ciudadela Deportiva "Ramiro Echeverri Sánchez", Palmira |
| 25 kwietnia 202518:00 |      | 14:49(5:26) |          | Ciudadela Deportiva "Ramiro Echeverri Sánchez", Palmira |

| 26 kwietnia 202518:00 | Paragwaj | 25:20(12:8) | Kolumbia | Ciudadela Deportiva "Ramiro Echeverri Sánchez", Palmira |
| 26 kwietnia 202518:00 |          | 25:20(12:8) |          | Ciudadela Deportiva "Ramiro Echeverri Sánchez", Palmira |

## Ameryka Północna i Karaiby
Turniej kwalifikacyjny dla Ameryki Północnej i Karaibów odbył się w dniach 7–12 kwietnia 2025 roku w mieście Meksyk. O jedno miejsce premiowane awansem na MŚ 2025 rywalizowało pięć reprezentacji – w pierwszej fazie systemem kołowym, a następnie czołowa dwójka zmierzyła się w meczu finałowym, kolejne dwie zaś zagrały o trzecią lokatę. Fazę grupową z kompletem zwycięstw zakończyła reprezentacja Kuby, która zwyciężyła także w finale.

## Azja
Turniejem kwalifikacyjnym w Azji były mistrzostwa tego kontynentu, rozegrane w dniach 3–10 grudnia 2024 roku w Indiach. Ostatecznie przystąpiło do nich osiem zespołów, które rywalizowały w pierwszej fazie systemem kołowym w ramach dwóch czterozespołowych grup, po czym czołowa dwójka z każdej z nich awansowała do półfinałów, pozostałe drużyny zmierzyły się zaś w walce o poszczególne miejsca. Zgodnie z przedturniejowymi przewidywaniami do półfinałów – uzyskując tym samym awans na mistrzostwa świata – awansowały typowane zespoły, a w szóstym finale z rzędu spotkały się Korea Południowa i Japonia. Tym razem jednak po wyrównanym pojedynku górą okazały się Japonki, zdobywając swój drugi tytuł w historii, brąz po zwycięstwie nad Iranem zdobył zaś Kazachstan.

## Dzika karta
Z uwagi na organizację przez USA LIO 2028 i chęć podniesienia ich poziomu sportowego Rada IHF zdecydowała o przyznaniu „dzikiej karty” męskim i żeńskim reprezentacjom tego kraju na mistrzostwa świata w latach 2025 i 2027, pod warunkiem osiągnięcia satysfakcjonującego postępu. Podczas przyznawania pod koniec marca 2025 roku „dzikiej karty” Chinom nadmieniono, że jest ona pierwszą na ten turniej. Drugą natomiast w połowie maja 2025 roku otrzymała Chorwacja.